# José Miguel Martínez de Vergara y Carbonell
José Miguel Martínez de Vergara Carbonell (Santiago de Chile, 1718 - San Agustín de Talca, 1773) fue un capitán, maestre de campo, regidor, alcalde y hacendado chileno.

## Familia
Hijo de José Martínez de Vergara y Varas y de María Margarita Carbonell y Gomes de Ceballos. Contrajo matrimonio el 5 de abril de 1745 con doña Antonia de Silva-Borge y Ortiz de Gaete. Sus hijos fueron José, Mateo, Pedro, Roque, Ignacio, Antonio (sacerdote), Mercedes , María Jesús, Manuela, Miguel, Casimiro y Manuel. 

Son cuatro familias encarnaron en el período colonial la influencia social en San Agustín de Talca, económica e intelectual: ellas fueron, los Donoso, los Silva, los Opazo y los Vergara.

## Carrera militar y política
Se incorporó a las reales milicias, alcanzando grados de capitán y maestre de campo. Alcalde de primer voto en 1749, regidor en 1750; alcalde de segundo voto en 1752 y 1758.

## Tierras y actividades privadas
Martínez de Vergara y Carbonell heredó de su padre la estancia Río Claro de una extensión de 2000 cuadras. En su trabajo agropecuario se distinguió como un gran ganadero, siendo uno de los principales de la provincia de San Agustín de Talca. Ahí testó el 11 de enero de 1771. 

## Muerte
José Miguel Martínez de Vergara y Carbonell falleció en su estancia de Río Claro en 1773. Póstumamente se le dio reconocimiento de nobleza en 1778 el cual recayó en su hijo José Martínez de Vergara Silva-Borges.